# Don Most
Donald 'Don' K. Most (Brooklyn (New York), 8 augustus 1953) is een Amerikaanse acteur en stemacteur.

## Biografie
Most  bezocht de Lehigh University, maar vertrok vroegtijdig om een acteercarrière na te streven. In 1973 maakte hij zijn televisiedebuut in een aflevering van de serie Emergency!. Het jaar daarop kreeg hij de rol van Ralph Malph in de sitcom Happy Days, die hij tot 1983 in 167 afleveringen speelde en waardoor hij bekend werd bij het Amerikaanse publiek. Na het einde van de serie sprak hij Eric the Cavalier in de tekenfilmserie Dungeons & Dragons tussen 1983 en 1985 en van 1986 tot 1989 Stiles in de tekenfilmserie Teenwolf & Co. Hij had ook gastrollen in verschillende televisieseries zoals CHiPs, Love Boat, Baywatch en Star Trek: Voyager en speelde hij een ondersteunende rol in Ron Howard's filmkomedie EDtv in 1999. Most is sinds 1982 getrouwd met actrice Morgan Hart, die hij ontmoette tijdens het filmen van Happy Days. Uit het huwelijk kwamen twee kinderen ter wereld.

## Filmografie

### Als acteur
- 1973: Emergency!
- 1974–1983: Happy Days
- 1975: Bad Blues Girls (Crazy Mama)
- 1976: Petrocelli
- 1979: Love Boat
- 1980: Leo and Loree
- 1981: Fantasy Island
- 1982: CHiPs
- 1986: Murder, She Wrote
- 1986: Stewardess School
- 1993: Baywatch
- 1996: Sliders
- 1997: Dark Skies
- 1998: Diagnosis Murder
- 1999: EDtv
- 2001: Star Trek: Voyager
- 2003: Sabrina, the Teenage Witch
- 2008: The Great Buck Howard
- 2009: The Yankles

### Regie
- 1999: The Last Best Sunday
- 2007: Moola
- 2011: Harley's Hill

### Als stemacteur
- 1983–1985: Dungeons & Dragons
- 1986–1989: Teenwolf & Co. (Teen Wolf)

- MusicBrainz: e713bb0f-0372-46cd-ac0d-9dabe573249b
- Système universitaire de documentation: 155552309
- Virtual International Authority File: 196300875